# Lupicinus (Comes)
Lupicinus war ein spätantiker römischer Offizier im Rang eines comes, der zum Ausbruch des für die Römer verheerenden Gotenkrieges seit 377 beitrug.
Er war zu Beginn der Einwanderung einiger Gotengruppen (die später die Westgoten bilden sollten) ins Römische Reich im Jahr 376/77 comes rei militaris in Thrakien. Lupicinus bekam den Befehl des römischen Kaisers Valens, die Goten mit Lebensmitteln und Unterkünften zu versorgen. Er missachtete den Befehl nicht nur, sondern beraubte sie praktisch all ihrer Habe, bis sie kurz vor dem Verhungern waren. Im Sommer 377 gingen die gotischen Siedler zum aktiven Widerstand über. In Marcianopolis, der Hauptstadt der Reichsprovinz Niedermösien, versuchte er vergeblich, zwei Gotenführer zu ermorden (darunter Fritigern). Bei den anschließenden Kämpfen unterlag er den Goten und konnte sich mit Mühe retten. Das römische Versagen hatte einen kurz darauf erfolgenden Aufstand der Goten zur Folge, der in der Schlacht von Adrianopel (378) gipfelte.